# 泰山庙镇
泰山庙乡，是中华人民共和国河南省驻马店市泌阳县下辖的一个乡镇级行政单位。

## 行政区划
泰山庙乡下辖以下地区：
泰山村、赵庄村、荣庄村、赵岗村、黄陂桥村、大寨村、林里村、赵洼村、老庄村、油坊村、乔庄村、崔庄村、陈力村、泉河村、岗里村、常庄村、会河村、苗庄寺村和姚庄村。